# España en la Copa Mundial de Fútbol de 2022
La selección de España fue uno de los treinta y dos equipos participantes en la Copa Mundial de Fútbol de 2022, torneo que se llevó a cabo del 20 de noviembre al 18 de diciembre en Catar.
Fue la decimosexta participación de España, formó parte del Grupo E, junto a Alemania, Costa Rica y Japón. Avanzó hasta los octavos de final donde cayó eliminado ante Marruecos en la tanda de penaltis —«La Roja» sólo ha ganado una de cinco tandas en su historia mundialista (ante Irlanda en 2002)—
Desde que se proclamara campeona del mundo en 2010, únicamente ha ganado tres partidos en las tres siguientes participaciones mundialistas: ante Australia en 2014, Irán en 2018 y Costa Rica en 2022.

## Clasificación
La selección de España inició su camino al mundial desde la primera ronda de la clasificación europea. Debido a la pandemia de covid-19 en 2020 no se disputó ningún partido, comenzó en marzo de 2021 con los encuentros correspondientes a la fase de grupos. Al terminar en el primer lugar del Grupo B clasificó de manera directa a la Copa Mundial.

### Grupo B
| Selección | Pts. | PJ | PG | PE | PP | GF | GC | Dif |
| --------- | ---- | -- | -- | -- | -- | -- | -- | --- |
| España    | 19   | 8  | 6  | 1  | 1  | 15 | 5  | 10  |
| Suecia    | 15   | 8  | 5  | 0  | 3  | 12 | 6  | 6   |
| Grecia    | 10   | 8  | 2  | 4  | 2  | 8  | 8  | 0   |
| Georgia   | 7    | 8  | 2  | 1  | 5  | 6  | 12 | –6  |
| Kosovo    | 5    | 8  | 1  | 2  | 5  | 5  | 15 | –10 |

|  | Clasificado a la Copa Mundial. |
|  | Clasificado a los play-offs.   |

### Partidos
| Fecha                   | Lugar    | Jornada                  | Local   | Resultado | Visitante |
| ----------------------- | -------- | ------------------------ | ------- | --------- | --------- |
| 25 de marzo de 2021     | Granada  | Primera ronda - Fecha 1  | España  | 1:1 (1:0) | Grecia    |
| 28 de marzo de 2021     | Tiflis   | Primera ronda - Fecha 2  | Georgia | 1:2 (1:0) | España    |
| 31 de marzo de 2021     | Sevilla  | Primera ronda - Fecha 3  | España  | 3:1 (2:0) | Kosovo    |
| 2 de septiembre de 2021 | Solna    | Primera ronda - Fecha 4  | Suecia  | 2:1 (1:1) | España    |
| 5 de septiembre de 2021 | Badajoz  | Primera ronda - Fecha 5  | España  | 4:0 (3:0) | Georgia   |
| 8 de septiembre de 2021 | Pristina | Primera ronda - Fecha 6  | Kosovo  | 0:2 (0:1) | España    |
| 11 de noviembre de 2021 | Atenas   | Primera ronda - Fecha 9  | Grecia  | 0:1 (0:1) | España    |
| 14 de noviembre de 2021 | Sevilla  | Primera ronda - Fecha 10 | España  | 1:0 (0:0) | Suecia    |

## Preparación

### Amistosos previos
| 26 de marzo de 2022 | España                  | 2:1 (0:0) | Albania   | RCDE Stadium, Cornellá-El Prat                                    |                                                                   |
| 20:45 (UTC+1)       | - Torres 75' - Olmo 90' | Reporte   | Uzuni 85' | Asistencia: 35 444 espectadores Árbitro(s): Farrugia Cann Trustin | Asistencia: 35 444 espectadores Árbitro(s): Farrugia Cann Trustin |

| 29 de marzo de 2022 | España                                                 | 5:0 (2:0) | Islandia | Estadio de Riazor, La Coruña                               |                                                            |
| 20:45 (UTC+2)       | - Morata 36', 39' (pen.) - Pino 47' - Sarabia 61', 72' | Reporte   |          | Asistencia: 28 117 espectadores Árbitro(s): Horatiu Fesnic | Asistencia: 28 117 espectadores Árbitro(s): Horatiu Fesnic |

| 17 de noviembre de 2022 | Jordania          | 1:3 (0:1) | España                                    | Estadio Internacional, Amán |                          |
| 19:00 (UTC+3)           | Al-Daradreh 90+2' | Reporte   | - Ansu Fati 13' - Gavi 56' - Williams 84' | Árbitro(s): Ahmed Al-Kaf    | Árbitro(s): Ahmed Al-Kaf |

### Partidos oficiales
| 2 de junio de 2022 | España       | 1:1 (1:0) | Portugal    | Estadio Benito Villamarín, Sevilla                                             |                                                                                |
| 20:45 (UTC+2)      | - Morata 25' | Reporte   | - Horta 82' | Asistencia: 41 236 espectadores Árbitro(s): Michael Oliver VAR: Stuart Attwell | Asistencia: 41 236 espectadores Árbitro(s): Michael Oliver VAR: Stuart Attwell |

| 5 de junio de 2022 | República Checa         | 2:2 (1:1) | España                      | Sinobo Stadium, Praga                                                            |                                                                                  |
| 20:45 (UTC+2)      | - Pešek 4' - Kuchta 66' | Reporte   | - Gavi 45+3' - Martínez 90' | Asistencia: 18 245 espectadores Árbitro(s): François Letexier VAR: Willy Delajod | Asistencia: 18 245 espectadores Árbitro(s): François Letexier VAR: Willy Delajod |

| 9 de junio de 2022 | Suiza | 0:1 (0:1) | España        | Stade de Genève, Ginebra                                                         |                                                                                  |
| 20:45 (UTC+2)      |       | Reporte   | - Sarabia 13' | Asistencia: 25 875 espectadores Árbitro(s): Serdar Gözübüyük VAR: Danny Makkelie | Asistencia: 25 875 espectadores Árbitro(s): Serdar Gözübüyük VAR: Danny Makkelie |

| 12 de junio de 2022 | España                    | 2:0 (1:0) | República Checa | La Rosaleda, Málaga                                                              |                                                                                  |
| 20:45 (UTC+2)       | - Soler 24' - Sarabia 75' | Reporte   |                 | Asistencia: 30 389 espectadores Árbitro(s): Cüneyt Çakır VAR: Abdulkadir Bitigen | Asistencia: 30 389 espectadores Árbitro(s): Cüneyt Çakır VAR: Abdulkadir Bitigen |

| 24 de septiembre de 2022 | España   | 1:2 (0:1) | Suiza                     | La Romareda, Zaragoza                                                          |                                                                                |
| 20:45 (UTC+2)            | Alba 55' | Reporte   | - Akanji 21' - Embolo 58' | Asistencia: 31 809 espectadores Árbitro(s): Clément Turpin VAR: Jérôme Brisard | Asistencia: 31 809 espectadores Árbitro(s): Clément Turpin VAR: Jérôme Brisard |

| 27 de septiembre de 2022 | Portugal | 0:1 (0:0) | España     | Estadio Municipal, Braga                                                            |                                                                                     |
| 20:45 (UTC+2)            |          | Reporte   | Morata 88' | Asistencia: 28 196 espectadores Árbitro(s): Daniele Orsato VAR: Massimiliano Irrati | Asistencia: 28 196 espectadores Árbitro(s): Daniele Orsato VAR: Massimiliano Irrati |

## Uniforme

### Oficial

#### Manga corta
| Opción 1 | Opción 2 | Opción 3 | Opción 4 |

#### Manga larga
| Opción 1 | Opción 2 | Opción 3 | Opción 4 |

### Alternativo

#### Manga corta
| Opción 1 | Opción 2 | Opción 3 | Opción 4 |

#### Manga larga
| Opción 1 | Opción 2 | Opción 3 | Opción 4 |

### Portero
| Opción 1 | Opción 2 | Opción 3 | Opción 4 |

## Plantel

### Lista de convocados
Entrenador:  Luis Enrique Martínez
La lista final fue anunciada el 11 de noviembre de 2022. El 18 de noviembre se anunció la salida de José Luis Gayà por lesión, siendo reemplazado por Alejandro Balde.
El combinado de Luis Enrique fue la segunda selección más joven en acudir a un Mundial —únicamente superada por la 1934— y la tercera entre las 32 que compitieron en Catar. 
| No. | Pos. | Jugador           | Fecha de nacimiento (edad)         | Apa. | Goles | Club                   |
| --- | ---- | ----------------- | ---------------------------------- | ---- | ----- | ---------------------- |
| 1   | POR  | Robert Sánchez    | 18 de noviembre de 1997 (25 años)  | 2    | 0     | Brighton & Hove Albion |
| 2   | DEF  | César Azpilicueta | 28 de agosto de 1989 (33 años)     | 42   | 1     | Chelsea F. C.          |
| 3   | DEF  | Eric García       | 9 de enero de 2001 (21 años)       | 19   | 0     | F. C. Barcelona        |
| 4   | DEF  | Pau Torres        | 16 de enero de 1997 (25 años)      | 22   | 1     | Villarreal C. F.       |
| 5   | MED  | Sergio Busquets   | 16 de julio de 1988 (34 años)      | 139  | 2     | F. C. Barcelona        |
| 6   | MED  | Marcos Llorente   | 30 de enero de 1995 (27 años)      | 17   | 0     | Atlético de Madrid     |
| 7   | DEL  | Álvaro Morata     | 23 de octubre de 1992 (30 años)    | 57   | 27    | Atlético de Madrid     |
| 8   | MED  | Koke Resurrección | 8 de enero de 1992 (30 años)       | 68   | 0     | Atlético de Madrid     |
| 9   | MED  | Gavi              | 5 de agosto de 2004 (18 años)      | 13   | 2     | F. C. Barcelona        |
| 10  | DEL  | Marco Asensio     | 21 de enero de 1996 (26 años)      | 30   | 1     | Real Madrid            |
| 11  | DEL  | Ferran Torres     | 29 de febrero de 2000 (22 años)    | 31   | 13    | F. C. Barcelona        |
| 12  | DEL  | Nico Williams     | 12 de julio de 2002 (20 años)      | 3    | 1     | Athletic Club          |
| 13  | POR  | David Raya        | 15 de septiembre de 1995 (27 años) | 2    | 0     | Brentford F. C.        |
| 14  | DEF  | Alejandro Balde   | 18 de octubre de 2003 (19 años)    | 0    | 0     | F. C. Barcelona        |
| 15  | DEF  | Hugo Guillamón    | 31 de enero de 2000 (22 años)      | 3    | 1     | Valencia C. F.         |
| 16  | MED  | Rodri Hernández   | 22 de junio de 1996 (26 años)      | 35   | 1     | Manchester City        |
| 17  | DEL  | Yéremi Pino       | 20 de octubre de 2002 (20 años)    | 7    | 1     | Villarreal C. F.       |
| 18  | DEF  | Jordi Alba        | 21 de marzo de 1989 (33 años)      | 87   | 9     | F. C. Barcelona        |
| 19  | MED  | Carlos Soler      | 2 de enero de 1997 (25 años)       | 12   | 3     | París Saint-Germain    |
| 20  | DEF  | Dani Carvajal     | 11 de enero de 1992 (30 años)      | 31   | 0     | Real Madrid            |
| 21  | DEL  | Dani Olmo         | 7 de mayo de 1998 (24 años)        | 25   | 4     | R. B. Leipzig          |
| 22  | DEL  | Pablo Sarabia     | 11 de mayo de 1992 (30 años)       | 25   | 9     | París Saint-Germain    |
| 23  | POR  | Unai Simón        | 11 de junio de 1997 (25 años)      | 27   | 0     | Athletic Club          |
| 24  | DEF  | Aymeric Laporte   | 27 de mayo de 1994 (28 años)       | 16   | 1     | Manchester City        |
| 25  | DEL  | Ansu Fati         | 31 de octubre de 2002 (20 años)    | 5    | 2     | F. C. Barcelona        |
| 26  | MED  | Pedri             | 25 de noviembre de 2002 (19 años)  | 14   | 0     | F. C. Barcelona        |

## Participación
- Los horarios son correspondientes a la hora local de Catar (UTC+3).

### Partidos
| Fecha           | Lugar | Instancia        | Local     |                      | Resultado    |                       | Visitante  |
| --------------- | ----- | ---------------- | --------- | -------------------- | ------------ | --------------------- | ---------- |
| 23 de noviembre | Doha  | Fase de grupos   | España    | Bandera de España    | 7:0 (3:0)    | Bandera de Costa Rica | Costa Rica |
| 27 de noviembre | Jor   | Fase de grupos   | España    | Bandera de España    | 1:1 (0:0)    | Bandera de Alemania   | Alemania   |
| 1 de diciembre  | Rayán | Fase de grupos   | Japón     | Bandera de Japón     | 2:1 (0:1)    | Bandera de España     | España     |
| 6 de diciembre  | Rayán | Octavos de final | Marruecos | Bandera de Marruecos | 0:0 (3:0 p.) | Bandera de España     | España     |

### Fase de grupos - Grupo E
| Selección  | Pts | PJ | PG | PE | PP | GF | GC | Dif |
| ---------- | --- | -- | -- | -- | -- | -- | -- | --- |
| Japón      | 6   | 3  | 2  | 0  | 1  | 4  | 3  | +1  |
| España     | 4   | 3  | 1  | 1  | 1  | 9  | 3  | +6  |
| Alemania   | 4   | 3  | 1  | 1  | 1  | 6  | 5  | +1  |
| Costa Rica | 3   | 3  | 1  | 0  | 2  | 3  | 11 | –8  |

|  | Clasificados a los octavos de final. |

#### España vs. Costa Rica
| 23 de noviembre | España                                                                                     | 7:0 (3:0) | Costa Rica | Estadio Al Thumama, Doha                                                           |                                                                                    |
| 19:00           | - Olmo 11' - Asensio 21' - F. Torres 31' (pen.), 54' - Gavi 74' - Soler 90' - Morata 90+2' | Reporte   |            | Asistencia: 40 013 espectadores Árbitro(s): Mohammed Abdulla VAR: Abdulla Al-Marri | Asistencia: 40 013 espectadores Árbitro(s): Mohammed Abdulla VAR: Abdulla Al-Marri |

| 23         | Guardameta     | Unai Simón            |     |
| 2          | Defensa        | César Azpilicueta     |     |
| 16         | Defensa        | Rodri Hernández       |     |
| 24         | Defensa        | Aymeric Laporte       |     |
| 18         | Defensa        | Jordi Alba            | 64' |
| 9          | Centrocampista | Gavi                  |     |
| 5          | Centrocampista | Sergio Busquets       | 64' |
| 26         | Centrocampista | Pedri                 | 57' |
| 11         | Delantero      | Ferran Torres         | 57' |
| 10         | Delantero      | Marco Asensio         | 69' |
| 21         | Delantero      | Dani Olmo             |     |
| Entrenador | Entrenador     | Luis Enrique Martínez |     |

| 1          | Guardameta     | Keylor Navas         |     |
| 16         | Defensa        | Carlos Martínez      | 46' |
| 4          | Defensa        | Keysher Fuller       |     |
| 6          | Defensa        | Óscar Duarte         |     |
| 15         | Defensa        | Francisco Calvo      |     |
| 8          | Defensa        | Bryan Oviedo         | 82' |
| 12         | Centrocampista | Joel Campbell        |     |
| 5          | Centrocampista | Celso Borges         | 72' |
| 17         | Centrocampista | Yeltsin Tejeda       |     |
| 9          | Centrocampista | Jewison Bennette     | 61' |
| 7          | Delantero      | Anthony Contreras    | 61' |
| Entrenador | Entrenador     | Luis Fernando Suárez |     |

| 7  | Delantero      | Álvaro Morata     | 57' |
| 19 | Centrocampista | Carlos Soler      | 57' |
| 14 | Defensa        | Alejandro Balde   | 64' |
| 8  | Centrocampista | Koke Resurrección | 64' |
| 12 | Delantero      | Nico Williams     | 69' |

| 19 | Defensa        | Kendall Waston   | 46' |
| 26 | Centrocampista | Álvaro Zamora    | 61' |
| 10 | Centrocampista | Bryan Ruiz       | 61' |
| 20 | Centrocampista | Brandon Aguilera | 72' |
| 22 | Defensa        | Ronald Matarrita | 82' |

| Anotado         | 11'   | Dani Olmo     | 1–0 |
| Anotado         | 21'   | Marco Asensio | 2–0 |
| Anotado · Penal | 31'   | Ferran Torres | 3–0 |
| Anotado         | 54'   | Ferran Torres | 4–0 |
| Anotado         | 74'   | Gavi          | 5–0 |
| Anotado         | 90'   | Carlos Soler  | 6–0 |
| Anotado         | 90+2' | Álvaro Morata | 7–0 |

| Amonestado | 68'   | Francisco Calvo |
| Amonestado | 90+7' | Joel Campbell   |

| Árbitro             | Mohammed Abdulla Hassan Mohamed |
| Árbitros asistentes | Mohamed Al-Hammadi              |
| Árbitros asistentes | Hasan Al-Mahri                  |
| Cuarto árbitro      | Ma Ning                         |
| Quinto árbitro      | Shi Xiang                       |
| VAR                 | Abdulla Al-Marri                |
| Adicionales VAR     | Muhammad Bin Jahari             |
| Adicionales VAR     | Bruno Pires                     |
| Adicionales VAR     | Tomasz Kwiatkowski              |
| Adicionales VAR     | Taleb Al-Marri                  |

| 23         | Guardameta     | Unai Simón            |     |
| 2          | Defensa        | César Azpilicueta     |     |
| 16         | Defensa        | Rodri Hernández       |     |
| 24         | Defensa        | Aymeric Laporte       |     |
| 18         | Defensa        | Jordi Alba            | 64' |
| 9          | Centrocampista | Gavi                  |     |
| 5          | Centrocampista | Sergio Busquets       | 64' |
| 26         | Centrocampista | Pedri                 | 57' |
| 11         | Delantero      | Ferran Torres         | 57' |
| 10         | Delantero      | Marco Asensio         | 69' |
| 21         | Delantero      | Dani Olmo             |     |
| Entrenador | Entrenador     | Luis Enrique Martínez |     |

| 1          | Guardameta     | Keylor Navas         |     |
| 16         | Defensa        | Carlos Martínez      | 46' |
| 4          | Defensa        | Keysher Fuller       |     |
| 6          | Defensa        | Óscar Duarte         |     |
| 15         | Defensa        | Francisco Calvo      |     |
| 8          | Defensa        | Bryan Oviedo         | 82' |
| 12         | Centrocampista | Joel Campbell        |     |
| 5          | Centrocampista | Celso Borges         | 72' |
| 17         | Centrocampista | Yeltsin Tejeda       |     |
| 9          | Centrocampista | Jewison Bennette     | 61' |
| 7          | Delantero      | Anthony Contreras    | 61' |
| Entrenador | Entrenador     | Luis Fernando Suárez |     |

| 7  | Delantero      | Álvaro Morata     | 57' |
| 19 | Centrocampista | Carlos Soler      | 57' |
| 14 | Defensa        | Alejandro Balde   | 64' |
| 8  | Centrocampista | Koke Resurrección | 64' |
| 12 | Delantero      | Nico Williams     | 69' |

| 19 | Defensa        | Kendall Waston   | 46' |
| 26 | Centrocampista | Álvaro Zamora    | 61' |
| 10 | Centrocampista | Bryan Ruiz       | 61' |
| 20 | Centrocampista | Brandon Aguilera | 72' |
| 22 | Defensa        | Ronald Matarrita | 82' |

| Anotado         | 11'   | Dani Olmo     | 1–0 |
| Anotado         | 21'   | Marco Asensio | 2–0 |
| Anotado · Penal | 31'   | Ferran Torres | 3–0 |
| Anotado         | 54'   | Ferran Torres | 4–0 |
| Anotado         | 74'   | Gavi          | 5–0 |
| Anotado         | 90'   | Carlos Soler  | 6–0 |
| Anotado         | 90+2' | Álvaro Morata | 7–0 |

| Amonestado | 68'   | Francisco Calvo |
| Amonestado | 90+7' | Joel Campbell   |

| Árbitro             | Mohammed Abdulla Hassan Mohamed |
| Árbitros asistentes | Mohamed Al-Hammadi              |
| Árbitros asistentes | Hasan Al-Mahri                  |
| Cuarto árbitro      | Ma Ning                         |
| Quinto árbitro      | Shi Xiang                       |
| VAR                 | Abdulla Al-Marri                |
| Adicionales VAR     | Muhammad Bin Jahari             |
| Adicionales VAR     | Bruno Pires                     |
| Adicionales VAR     | Tomasz Kwiatkowski              |
| Adicionales VAR     | Taleb Al-Marri                  |

| \| Estadísticas \| \| \| \| Tiros \| 17 \| 0 \| \| Tiros a puerta \| 8 \| 0 \| \| Faltas \| 8 \| 12 \| \| Saques de esquina \| 5 \| 0 \| \| Penaltis \| 1 \| 0 \| \| Fueras de juego \| 3 \| 7 \| \| Posesión de balón \| 82% \| 18% \| | Alineación inicial |                       |
| Estadísticas | Bandera de España  | Bandera de Costa Rica |
| Tiros | 17                 | 0                     |
| Tiros a puerta | 8                  | 0                     |
| Faltas | 8                  | 12                    |
| Saques de esquina | 5                  | 0                     |
| Penaltis | 1                  | 0                     |
| Fueras de juego | 3                  | 7                     |
| Posesión de balón | 82%                | 18%                   |

#### España vs. Alemania
| 27 de noviembre | España     | 1:1 (0:0) | Alemania     | Estadio Al Bayt, Jor                                                           |                                                                                |
| 22:00           | Morata 62' | Reporte   | Füllkrug 83' | Asistencia: 68 895 espectadores Árbitro(s): Danny Makkelie VAR: Pol van Boekel | Asistencia: 68 895 espectadores Árbitro(s): Danny Makkelie VAR: Pol van Boekel |

| 23         | Guardameta     | Unai Simón            |     |
| 20         | Defensa        | Dani Carvajal         |     |
| 16         | Defensa        | Rodri Hernández       |     |
| 24         | Defensa        | Aymeric Laporte       |     |
| 18         | Defensa        | Jordi Alba            | 82' |
| 9          | Centrocampista | Gavi                  | 66' |
| 5          | Centrocampista | Sergio Busquets       |     |
| 26         | Centrocampista | Pedri                 |     |
| 11         | Delantero      | Ferran Torres         | 54' |
| 10         | Delantero      | Marco Asensio         | 66' |
| 21         | Delantero      | Dani Olmo             |     |
| Entrenador | Entrenador     | Luis Enrique Martínez |     |

| 1          | Guardameta     | Manuel Neuer    |     |
| 5          | Defensa        | Thilo Kehrer    | 70' |
| 15         | Defensa        | Niklas Süle     |     |
| 2          | Defensa        | Antonio Rüdiger |     |
| 3          | Defensa        | David Raum      | 87' |
| 8          | Centrocampista | Leon Goretzka   |     |
| 6          | Centrocampista | Joshua Kimmich  |     |
| 10         | Centrocampista | Serge Gnabry    | 85' |
| 21         | Centrocampista | İlkay Gündoğan  | 70' |
| 14         | Centrocampista | Jamal Musiala   |     |
| 13         | Delantero      | Thomas Müller   | 70' |
| Entrenador | Entrenador     | Hansi Flick     |     |

| 7  | Delantero      | Álvaro Morata     | 54' |
| 8  | Centrocampista | Koke Resurrección | 66' |
| 12 | Delantero      | Nico Williams     | 66' |
| 14 | Defensa        | Alejandro Balde   | 82' |

| 9  | Delantero      | Niclas Füllkrug    | 70' |
| 16 | Centrocampista | Lukas Klostermann  | 70' |
| 19 | Delantero      | Leroy Sané         | 70' |
| 18 | Centrocampista | Jonas Hofmann      | 85' |
| 23 | Defensa        | Nico Schlotterbeck | 87' |

| Anotado | 62' | Álvaro Morata | 1–0 |

| Anotado | 83' | Niclas Füllkrug | 1–1 |

| Amonestado | 44' | Sergio Busquets |

| Amonestado | 37' | Thilo Kehrer   |
| Amonestado | 58' | Leon Goretzka  |
| Amonestado | 60' | Joshua Kimmich |

| Árbitro             | Danny Makkelie      |
| Árbitros asistentes | Hessel Steegstra    |
| Árbitros asistentes | Jan de Vries        |
| Cuarto árbitro      | István Kovács       |
| Quinto árbitro      | Vasile Marinescu    |
| VAR                 | Pol van Boekel      |
| Adicionales VAR     | Massimiliano Irrati |
| Adicionales VAR     | Taleb Al-Marri      |
| Adicionales VAR     | Paolo Valeri        |
| Adicionales VAR     | Ovidiu Artene       |

| 23         | Guardameta     | Unai Simón            |     |
| 20         | Defensa        | Dani Carvajal         |     |
| 16         | Defensa        | Rodri Hernández       |     |
| 24         | Defensa        | Aymeric Laporte       |     |
| 18         | Defensa        | Jordi Alba            | 82' |
| 9          | Centrocampista | Gavi                  | 66' |
| 5          | Centrocampista | Sergio Busquets       |     |
| 26         | Centrocampista | Pedri                 |     |
| 11         | Delantero      | Ferran Torres         | 54' |
| 10         | Delantero      | Marco Asensio         | 66' |
| 21         | Delantero      | Dani Olmo             |     |
| Entrenador | Entrenador     | Luis Enrique Martínez |     |

| 1          | Guardameta     | Manuel Neuer    |     |
| 5          | Defensa        | Thilo Kehrer    | 70' |
| 15         | Defensa        | Niklas Süle     |     |
| 2          | Defensa        | Antonio Rüdiger |     |
| 3          | Defensa        | David Raum      | 87' |
| 8          | Centrocampista | Leon Goretzka   |     |
| 6          | Centrocampista | Joshua Kimmich  |     |
| 10         | Centrocampista | Serge Gnabry    | 85' |
| 21         | Centrocampista | İlkay Gündoğan  | 70' |
| 14         | Centrocampista | Jamal Musiala   |     |
| 13         | Delantero      | Thomas Müller   | 70' |
| Entrenador | Entrenador     | Hansi Flick     |     |

| 7  | Delantero      | Álvaro Morata     | 54' |
| 8  | Centrocampista | Koke Resurrección | 66' |
| 12 | Delantero      | Nico Williams     | 66' |
| 14 | Defensa        | Alejandro Balde   | 82' |

| 9  | Delantero      | Niclas Füllkrug    | 70' |
| 16 | Centrocampista | Lukas Klostermann  | 70' |
| 19 | Delantero      | Leroy Sané         | 70' |
| 18 | Centrocampista | Jonas Hofmann      | 85' |
| 23 | Defensa        | Nico Schlotterbeck | 87' |

| Anotado | 62' | Álvaro Morata | 1–0 |

| Anotado | 83' | Niclas Füllkrug | 1–1 |

| Amonestado | 44' | Sergio Busquets |

| Amonestado | 37' | Thilo Kehrer   |
| Amonestado | 58' | Leon Goretzka  |
| Amonestado | 60' | Joshua Kimmich |

| Árbitro             | Danny Makkelie      |
| Árbitros asistentes | Hessel Steegstra    |
| Árbitros asistentes | Jan de Vries        |
| Cuarto árbitro      | István Kovács       |
| Quinto árbitro      | Vasile Marinescu    |
| VAR                 | Pol van Boekel      |
| Adicionales VAR     | Massimiliano Irrati |
| Adicionales VAR     | Taleb Al-Marri      |
| Adicionales VAR     | Paolo Valeri        |
| Adicionales VAR     | Ovidiu Artene       |

| \| Estadísticas \| \| \| \| Tiros \| 7 \| 11 \| \| Tiros a puerta \| 3 \| 4 \| \| Faltas \| 13 \| 11 \| \| Saques de esquina \| 6 \| 5 \| \| Penaltis \| 0 \| 0 \| \| Fueras de juego \| 2 \| 5 \| \| Posesión de balón \| 65% \| 35% \| | Alineación inicial |                     |
| Estadísticas | Bandera de España  | Bandera de Alemania |
| Tiros | 7                  | 11                  |
| Tiros a puerta | 3                  | 4                   |
| Faltas | 13                 | 11                  |
| Saques de esquina | 6                  | 5                   |
| Penaltis | 0                  | 0                   |
| Fueras de juego | 2                  | 5                   |
| Posesión de balón | 65%                | 35%                 |

#### Japón vs. España
| 1 de diciembre | Japón                   | 2:1 (0:1) | España     | Estadio Internacional Khalifa, Rayán                                            |                                                                                 |
| 22:00          | - Dōan 48' - Tanaka 51' | Reporte   | Morata 11' | Asistencia: 44 851 espectadores Árbitro(s): Victor Gomes VAR: Fernando Guerrero | Asistencia: 44 851 espectadores Árbitro(s): Victor Gomes VAR: Fernando Guerrero |

| 12         | Guardameta     | Shūichi Gonda   |     |
| 4          | Defensa        | Ko Itakura      |     |
| 22         | Defensa        | Maya Yoshida    |     |
| 3          | Defensa        | Shōgo Taniguchi |     |
| 14         | Centrocampista | Junya Ito       |     |
| 13         | Centrocampista | Hidemasa Morita |     |
| 17         | Centrocampista | Ao Tanaka       | 87' |
| 5          | Centrocampista | Yūto Nagatomo   | 46' |
| 15         | Delantero      | Daichi Kamada   | 69' |
| 25         | Delantero      | Daizen Maeda    | 62' |
| 11         | Delantero      | Takefusa Kubo   | 46' |
| Entrenador | Entrenador     | Hajime Moriyasu |     |

| 23         | Guardameta     | Unai Simón            |     |
| 2          | Defensa        | César Azpilicueta     | 46' |
| 16         | Defensa        | Rodri Hernández       |     |
| 4          | Defensa        | Pau Torres            |     |
| 14         | Defensa        | Alejandro Balde       | 68' |
| 9          | Centrocampista | Gavi                  | 68' |
| 5          | Centrocampista | Sergio Busquets       |     |
| 26         | Centrocampista | Pedri                 |     |
| 12         | Delantero      | Nico Williams         | 57' |
| 7          | Delantero      | Álvaro Morata         | 57' |
| 21         | Delantero      | Dani Olmo             |     |
| Entrenador | Entrenador     | Luis Enrique Martínez |     |

| 8  | Centrocampista | Ritsu Dōan        | 46' |
| 9  | Centrocampista | Kaoru Mitoma      | 46' |
| 18 | Delantero      | Takuma Asano      | 62' |
| 16 | Defensa        | Takehiro Tomiyasu | 69' |
| 6  | Centrocampista | Wataru Endō       | 87' |

| 20 | Defensa   | Dani Carvajal | 46' |
| 11 | Delantero | Ferran Torres | 57' |
| 10 | Delantero | Marco Asensio | 57' |
| 18 | Defensa   | Jordi Alba    | 68' |
| 25 | Delantero | Ansu Fati     | 68' |

| Anotado | 48' | Ritsu Dōan | 1–1 |
| Anotado | 51' | Ao Tanaka  | 2–1 |

| Anotado | 11' | Álvaro Morata | 0–1 |

| Amonestado | 39' | Ko Itakura      |
| Amonestado | 44' | Shōgo Taniguchi |
| Amonestado | 45' | Maya Yoshida    |

| Árbitro             | Victor Gomes         |
| Árbitros asistentes | Zakhele Siwela       |
| Árbitros asistentes | Souru Phatsoane      |
| Cuarto árbitro      | Salima Mukansanga    |
| Quinto árbitro      | El Hadj Malick Samba |
| VAR                 | Fernando Guerrero    |
| Adicionales VAR     | Armando Villarreal   |
| Adicionales VAR     | Kyle Atkins          |
| Adicionales VAR     | Adil Zourak          |
| Adicionales VAR     | Nicolás Tarán        |

| 12         | Guardameta     | Shūichi Gonda   |     |
| 4          | Defensa        | Ko Itakura      |     |
| 22         | Defensa        | Maya Yoshida    |     |
| 3          | Defensa        | Shōgo Taniguchi |     |
| 14         | Centrocampista | Junya Ito       |     |
| 13         | Centrocampista | Hidemasa Morita |     |
| 17         | Centrocampista | Ao Tanaka       | 87' |
| 5          | Centrocampista | Yūto Nagatomo   | 46' |
| 15         | Delantero      | Daichi Kamada   | 69' |
| 25         | Delantero      | Daizen Maeda    | 62' |
| 11         | Delantero      | Takefusa Kubo   | 46' |
| Entrenador | Entrenador     | Hajime Moriyasu |     |

| 23         | Guardameta     | Unai Simón            |     |
| 2          | Defensa        | César Azpilicueta     | 46' |
| 16         | Defensa        | Rodri Hernández       |     |
| 4          | Defensa        | Pau Torres            |     |
| 14         | Defensa        | Alejandro Balde       | 68' |
| 9          | Centrocampista | Gavi                  | 68' |
| 5          | Centrocampista | Sergio Busquets       |     |
| 26         | Centrocampista | Pedri                 |     |
| 12         | Delantero      | Nico Williams         | 57' |
| 7          | Delantero      | Álvaro Morata         | 57' |
| 21         | Delantero      | Dani Olmo             |     |
| Entrenador | Entrenador     | Luis Enrique Martínez |     |

| 8  | Centrocampista | Ritsu Dōan        | 46' |
| 9  | Centrocampista | Kaoru Mitoma      | 46' |
| 18 | Delantero      | Takuma Asano      | 62' |
| 16 | Defensa        | Takehiro Tomiyasu | 69' |
| 6  | Centrocampista | Wataru Endō       | 87' |

| 20 | Defensa   | Dani Carvajal | 46' |
| 11 | Delantero | Ferran Torres | 57' |
| 10 | Delantero | Marco Asensio | 57' |
| 18 | Defensa   | Jordi Alba    | 68' |
| 25 | Delantero | Ansu Fati     | 68' |

| Anotado | 48' | Ritsu Dōan | 1–1 |
| Anotado | 51' | Ao Tanaka  | 2–1 |

| Anotado | 11' | Álvaro Morata | 0–1 |

| Amonestado | 39' | Ko Itakura      |
| Amonestado | 44' | Shōgo Taniguchi |
| Amonestado | 45' | Maya Yoshida    |

| Árbitro             | Victor Gomes         |
| Árbitros asistentes | Zakhele Siwela       |
| Árbitros asistentes | Souru Phatsoane      |
| Cuarto árbitro      | Salima Mukansanga    |
| Quinto árbitro      | El Hadj Malick Samba |
| VAR                 | Fernando Guerrero    |
| Adicionales VAR     | Armando Villarreal   |
| Adicionales VAR     | Kyle Atkins          |
| Adicionales VAR     | Adil Zourak          |
| Adicionales VAR     | Nicolás Tarán        |

| \| Estadísticas \| \| \| \| Tiros \| 6 \| 12 \| \| Tiros a puerta \| 3 \| 5 \| \| Faltas \| 9 \| 6 \| \| Saques de esquina \| 0 \| 2 \| \| Penaltis \| 0 \| 0 \| \| Fueras de juego \| 2 \| 2 \| \| Posesión de balón \| 17% \| 83% \| | Alineación inicial |                   |
| Estadísticas | Bandera de Japón   | Bandera de España |
| Tiros | 6                  | 12                |
| Tiros a puerta | 3                  | 5                 |
| Faltas | 9                  | 6                 |
| Saques de esquina | 0                  | 2                 |
| Penaltis | 0                  | 0                 |
| Fueras de juego | 2                  | 2                 |
| Posesión de balón | 17%                | 83%               |

### Octavos de final

#### Marruecos vs. España
| 6 de diciembre | Marruecos                           | 0:0 (t. s.)(3:0 p.)        | España                       | Estadio Ciudad de la Educación, Rayán                                              |                                                                                    |
| 18:00          |                                     | Reporte                    |                              | Asistencia: 44 667 espectadores Árbitro(s): Fernando Rapallini VAR: Mauro Vigliano | Asistencia: 44 667 espectadores Árbitro(s): Fernando Rapallini VAR: Mauro Vigliano |
|                |                                     | Tiros desde el punto penal |                              |                                                                                    |                                                                                    |
|                | - Sabiri - Ziyech - Banoun - Hakimi |                            | - Sarabia - Soler - Busquets |                                                                                    |                                                                                    |

| 1          | Guardameta     | Yassine Bounou    |      |
| 2          | Defensa        | Achraf Hakimi     |      |
| 5          | Defensa        | Nayef Aguerd      | 84'  |
| 6          | Defensa        | Romain Saïss      |      |
| 3          | Defensa        | Noussair Mazraoui | 82'  |
| 8          | Centrocampista | Azzedine Ounahi   | 120' |
| 4          | Centrocampista | Sofyan Amrabat    |      |
| 15         | Centrocampista | Selim Amallah     | 82'  |
| 7          | Delantero      | Hakim Ziyech      |      |
| 19         | Delantero      | Youssef En-Nesyri | 82'  |
| 17         | Delantero      | Sofiane Boufal    | 66'  |
| Entrenador | Entrenador     | Walid Regragui    |      |

| 23         | Guardameta     | Unai Simón            |     |
| 6          | Defensa        | Marcos Llorente       |     |
| 16         | Defensa        | Rodri Hernández       |     |
| 24         | Defensa        | Aymeric Laporte       |     |
| 18         | Defensa        | Jordi Alba            | 98' |
| 9          | Centrocampista | Gavi                  | 63' |
| 5          | Centrocampista | Sergio Busquets       |     |
| 26         | Centrocampista | Pedri                 |     |
| 11         | Delantero      | Ferran Torres         | 75' |
| 10         | Delantero      | Marco Asensio         | 63' |
| 21         | Delantero      | Dani Olmo             | 98' |
| Entrenador | Entrenador     | Luis Enrique Martínez |     |

| 16 | Delantero | Abde Ezzalzouli     | 66'  |
| 21 | Delantero | Walid Cheddira      | 82'  |
| 11 | Delantero | Abdelhamid Sabiri   | 82'  |
| 25 | Defensa   | Yahia Attiyat Allah | 82'  |
| 18 | Defensa   | Jawad El Yamiq      | 84'  |
| 24 | Defensa   | Badr Banoun         | 120' |

| 7  | Delantero      | Álvaro Morata   | 63'      |
| 19 | Centrocampista | Carlos Soler    | 63'      |
| 12 | Delantero      | Nico Williams   | 75' 118' |
| 25 | Delantero      | Ansu Fati       | 98'      |
| 14 | Defensa        | Alejandro Balde | 98'      |
| 22 | Delantero      | Pablo Sarabia   | 118'     |

| Abdelhamid Sabiri | Acierto de penal         | 1:0 |                          |                 |
|                   |                          | 1:0 | Fallo de penal (poste)   | Pablo Sarabia   |
| Hakim Ziyech      | Acierto de penal         | 2:0 |                          |                 |
|                   |                          | 2:0 | Fallo de penal (atajado) | Carlos Soler    |
| Badr Banoun       | Fallo de penal (atajado) | 2:0 |                          |                 |
|                   |                          | 2:0 | Fallo de penal (atajado) | Sergio Busquets |
| Achraf Hakimi     | Acierto de penal         | 3:0 |                          |                 |

| Amonestado | 90' | Romain Saïss |

| Amonestado | 76' | Aymeric Laporte |

| Árbitro             | Fernando Rapallini |
| Árbitros asistentes | Juan Pablo Belatti |
| Árbitros asistentes | Diego Bonfá        |
| Cuarto árbitro      | Raphael Claus      |
| Quinto árbitro      | Bruno Pires        |
| VAR                 | Mauro Vigliano     |
| Adicionales VAR     | Nicolás Gallo      |
| Adicionales VAR     | Nicolás Tarán      |
| Adicionales VAR     | Julio Bascuñán     |
| Adicionales VAR     | Bruno Boschilia    |

| 1          | Guardameta     | Yassine Bounou    |      |
| 2          | Defensa        | Achraf Hakimi     |      |
| 5          | Defensa        | Nayef Aguerd      | 84'  |
| 6          | Defensa        | Romain Saïss      |      |
| 3          | Defensa        | Noussair Mazraoui | 82'  |
| 8          | Centrocampista | Azzedine Ounahi   | 120' |
| 4          | Centrocampista | Sofyan Amrabat    |      |
| 15         | Centrocampista | Selim Amallah     | 82'  |
| 7          | Delantero      | Hakim Ziyech      |      |
| 19         | Delantero      | Youssef En-Nesyri | 82'  |
| 17         | Delantero      | Sofiane Boufal    | 66'  |
| Entrenador | Entrenador     | Walid Regragui    |      |

| 23         | Guardameta     | Unai Simón            |     |
| 6          | Defensa        | Marcos Llorente       |     |
| 16         | Defensa        | Rodri Hernández       |     |
| 24         | Defensa        | Aymeric Laporte       |     |
| 18         | Defensa        | Jordi Alba            | 98' |
| 9          | Centrocampista | Gavi                  | 63' |
| 5          | Centrocampista | Sergio Busquets       |     |
| 26         | Centrocampista | Pedri                 |     |
| 11         | Delantero      | Ferran Torres         | 75' |
| 10         | Delantero      | Marco Asensio         | 63' |
| 21         | Delantero      | Dani Olmo             | 98' |
| Entrenador | Entrenador     | Luis Enrique Martínez |     |

| 16 | Delantero | Abde Ezzalzouli     | 66'  |
| 21 | Delantero | Walid Cheddira      | 82'  |
| 11 | Delantero | Abdelhamid Sabiri   | 82'  |
| 25 | Defensa   | Yahia Attiyat Allah | 82'  |
| 18 | Defensa   | Jawad El Yamiq      | 84'  |
| 24 | Defensa   | Badr Banoun         | 120' |

| 7  | Delantero      | Álvaro Morata   | 63'      |
| 19 | Centrocampista | Carlos Soler    | 63'      |
| 12 | Delantero      | Nico Williams   | 75' 118' |
| 25 | Delantero      | Ansu Fati       | 98'      |
| 14 | Defensa        | Alejandro Balde | 98'      |
| 22 | Delantero      | Pablo Sarabia   | 118'     |

| Abdelhamid Sabiri | Acierto de penal         | 1:0 |                          |                 |
|                   |                          | 1:0 | Fallo de penal (poste)   | Pablo Sarabia   |
| Hakim Ziyech      | Acierto de penal         | 2:0 |                          |                 |
|                   |                          | 2:0 | Fallo de penal (atajado) | Carlos Soler    |
| Badr Banoun       | Fallo de penal (atajado) | 2:0 |                          |                 |
|                   |                          | 2:0 | Fallo de penal (atajado) | Sergio Busquets |
| Achraf Hakimi     | Acierto de penal         | 3:0 |                          |                 |

| Amonestado | 90' | Romain Saïss |

| Amonestado | 76' | Aymeric Laporte |

| Árbitro             | Fernando Rapallini |
| Árbitros asistentes | Juan Pablo Belatti |
| Árbitros asistentes | Diego Bonfá        |
| Cuarto árbitro      | Raphael Claus      |
| Quinto árbitro      | Bruno Pires        |
| VAR                 | Mauro Vigliano     |
| Adicionales VAR     | Nicolás Gallo      |
| Adicionales VAR     | Nicolás Tarán      |
| Adicionales VAR     | Julio Bascuñán     |
| Adicionales VAR     | Bruno Boschilia    |

| \| Estadísticas \| \| \| \| Tiros \| 6 \| 13 \| \| Tiros a puerta \| 2 \| 1 \| \| Faltas \| 15 \| 14 \| \| Saques de esquina \| 0 \| 8 \| \| Penaltis \| 0 \| 0 \| \| Fueras de juego \| 5 \| 4 \| \| Posesión de balón \| 23% \| 77% \| | Alineación inicial   |                   |
| Estadísticas | Bandera de Marruecos | Bandera de España |
| Tiros | 6                    | 13                |
| Tiros a puerta | 2                    | 1                 |
| Faltas | 15                   | 14                |
| Saques de esquina | 0                    | 8                 |
| Penaltis | 0                    | 0                 |
| Fueras de juego | 5                    | 4                 |
| Posesión de balón | 23%                  | 77%               |

## Estadísticas

### Participación de jugadores
| N.° | Pos        | Jugador        | PJ | Minutos jugados | Goles recibidos | Atajos | Tarjetas amarillas | Doble tarjeta amarilla y roja | Tarjetas rojas |
| --- | ---------- | -------------- | -- | --------------- | --------------- | ------ | ------------------ | ----------------------------- | -------------- |
| 1   | Guardameta | Robert Sánchez | 0  | 0               | 0               | 0      | 0                  | 0                             | 0              |
| 13  | Guardameta | David Raya     | 0  | 0               | 0               | 0      | 0                  | 0                             | 0              |
| 23  | Guardameta | Unai Simón     | 4  | 390             | 3               | 6      | 0                  | 0                             | 0              |

| N.° | Pos            | Jugador           | PJ | Minutos jugados | Goles | Asistencias | Tarjetas Amarillas | Doble tarjeta amarilla y roja | Tarjetas rojas |
| --- | -------------- | ----------------- | -- | --------------- | ----- | ----------- | ------------------ | ----------------------------- | -------------- |
| 2   | Defensa        | César Azpilicueta | 2  | 136             | 0     | 1           | 0                  | 0                             | 0              |
| 3   | Defensa        | Eric García       | 0  | 0               | 0     | 0           | 0                  | 0                             | 0              |
| 4   | Defensa        | Pau Torres        | 1  | 90              | 0     | 0           | 0                  | 0                             | 0              |
| 5   | Centrocampista | Sergio Busquets   | 4  | 334             | 0     | 0           | 1                  | 0                             | 0              |
| 6   | Centrocampista | Marcos Llorente   | 1  | 120             | 0     | 0           | 0                  | 0                             | 0              |
| 7   | Delantero      | Álvaro Morata     | 4  | 183             | 3     | 1           | 0                  | 0                             | 0              |
| 8   | Centrocampista | Koke Resurrección | 2  | 50              | 0     | 0           | 0                  | 0                             | 0              |
| 9   | Centrocampista | Gavi              | 4  | 287             | 1     | 0           | 0                  | 0                             | 0              |
| 10  | Delantero      | Marco Asensio     | 4  | 231             | 1     | 0           | 0                  | 0                             | 0              |
| 11  | Delantero      | Ferran Torres     | 4  | 219             | 2     | 0           | 0                  | 0                             | 0              |
| 12  | Delantero      | Nico Williams     | 4  | 102             | 0     | 0           | 0                  | 0                             | 0              |
| 14  | Defensa        | Alejandro Balde   | 4  | 124             | 0     | 0           | 0                  | 0                             | 0              |
| 15  | Defensa        | Hugo Guillamón    | 0  | 0               | 0     | 0           | 0                  | 0                             | 0              |
| 16  | Centrocampista | Rodri Hernández   | 4  | 390             | 0     | 0           | 0                  | 0                             | 0              |
| 17  | Delantero      | Yéremi Pino       | 0  | 0               | 0     | 0           | 0                  | 0                             | 0              |
| 18  | Defensa        | Jordi Alba        | 4  | 258             | 0     | 2           | 0                  | 0                             | 0              |
| 19  | Centrocampista | Carlos Soler      | 2  | 90              | 1     | 0           | 0                  | 0                             | 0              |
| 20  | Defensa        | Dani Carvajal     | 2  | 134             | 0     | 0           | 0                  | 0                             | 0              |
| 21  | Delantero      | Dani Olmo         | 4  | 368             | 1     | 1           | 0                  | 0                             | 0              |
| 22  | Delantero      | Pablo Sarabia     | 1  | 2               | 0     | 0           | 0                  | 0                             | 0              |
| 24  | Defensa        | Aymeric Laporte   | 3  | 300             | 0     | 0           | 1                  | 0                             | 0              |
| 25  | Delantero      | Ansu Fati         | 2  | 44              | 0     | 0           | 0                  | 0                             | 0              |
| 26  | Centrocampista | Pedri             | 4  | 357             | 0     | 0           | 0                  | 0                             | 0              |

### Goleadores
| N.°   | Jugador       | Anotado | PJ | Prom. | Jugada | Cabeza | TL | Penal |
| ----- | ------------- | ------- | -- | ----- | ------ | ------ | -- | ----- |
| 1     | Álvaro Morata | 3       | 4  | 0.75  | 2      | 1      | 0  | 0     |
| 2     | Ferran Torres | 2       | 4  | 0.5   | 1      | 0      | 0  | 1     |
| 3     | Carlos Soler  | 1       | 2  | 0.5   | 1      | 0      | 0  | 0     |
| 4     | Dani Olmo     | 1       | 4  | 0.25  | 1      | 0      | 0  | 0     |
| 5     | Marco Asensio | 1       | 4  | 0.25  | 1      | 0      | 0  | 0     |
| 6     | Gavi          | 1       | 4  | 0.25  | 1      | 0      | 0  | 0     |
| Total | Total         | 9       | 4  | 2.25  | 7      | 1      | 0  | 1     |

### Asistencias
| N.°   | Jugador           | Asistencia | Jugada | Cabeza | TL | SdE |
| ----- | ----------------- | ---------- | ------ | ------ | -- | --- |
| 1     | Jordi Alba        | 2          | 2      | 0      | 0  | 0   |
| 2     | Álvaro Morata     | 1          | 1      | 0      | 0  | 0   |
| 3     | Dani Olmo         | 1          | 1      | 0      | 0  | 0   |
| 4     | César Azpilicueta | 1          | 1      | 0      | 0  | 0   |
| Total | Total             | 5          | 5      | 0      | 0  | 0   |

### Tarjetas disciplinarias
| N.°   | Jugador         | Amonestado | Otorgado · Expulsado | Expulsado | Sanción |
| ----- | --------------- | ---------- | -------------------- | --------- | ------- |
| 1     | Sergio Busquets | 1          | 0                    | 0         |         |
| 2     | Aymeric Laporte | 1          | 0                    | 0         |         |
| Total | Total           | 2          | 0                    | 0         |         |